# (33) Polimnia
(33) Polimnia es un asteroide que forma parte del cinturón de asteroides y fue descubierto por Jean Chacornac desde el observatorio de París, Francia, el 28 de octubre de 1854. Está nombrado por Polimnia, una musa de la mitología griega.

## Características orbitales
Polimnia está situado a una distancia media del Sol de 2,867 ua, pudiendo acercarse hasta 1,902 ua y alejarse hasta 3,833 ua. Su inclinación orbital es 1,869° y la excentricidad 0,3367. Emplea en completar una órbita alrededor del Sol 1774 días.